# Mihail Psellos

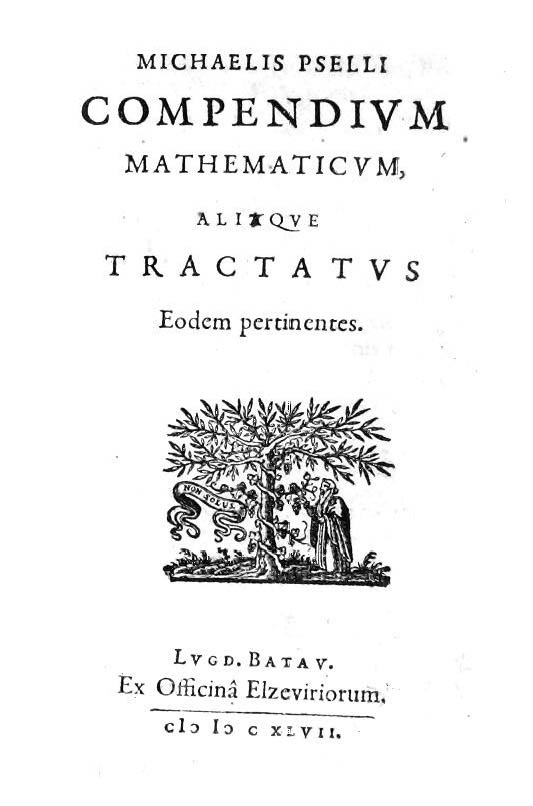
Compendium mathematicum, 1647

Mihail Psellos (n. 1018, Constantinopol, Imperiul Roman de Răsărit – d. mai 1078, Constantinopol, Imperiul Roman de Răsărit), unul din cei mai mari gânditori bizantini, platonician, unul din cei care a pus bazele scolasticii. Numele său din naștere a fost Constantin Psellos, Mihail fiind numele de călugăr. A avut o activitate intensă, fiind comparat de către A. Rimbaud cu Voltaire, datorită curiozității enciclopedice și vervei caustice pe care o avea.
Psellos mărturisește că a aprofundat studiul științelor profane din dorința de a contribui la completarea științei teologice.

## Opera
Opera sa este una amplă, cuprinzând o arie tematică imensă, de la teologie și filosofie până la cronografii, științe naturale, meteorologie sau chiar demonologie.
A elaborat o operă de sinteză filosofică, echivalând filosofia cu „căutarea adevărului”. Considera că Platon este filosoful cel mai profund dintre toți, care a reușit să atingă limitele cele mai adânci ale gândirii, fiind adevăratul precursor al Creștinismului.
Sub tutela sa, catedra de Filosofie din Constantinopol a ajuns să se manifeste într-un mod autonom, eliberată de sub tutela Teologiei.
Această tendință de emancipare va fi continuată de elevul și succesorul său la catedră, Ioan Italos, care va fi acuzat de erezie.
Opera lui Psellos a constituit punctul de pornire al curentului platonician bizantin care, prin Georgios Gemistos Plethon și Visarion din Niceea, s-a răspândit în Italia renascentistă.